# 巨大猿怪獣コンガ
『巨大猿怪獣コンガ』（きょだいさるかいじゅうコンガ、原題：KONGA）は、1961年にアメリカのメルトン・パーク・スタジオが製作したモンスター映画。

## スタッフ
- 製作：ネイサン・コーエン、スチュアート・レヴィ
- 監督：ジョン・レモント
- 脚本：ハーマン・コーエン、アベン・カンデル
- 撮影：デスモンド・ディッキンソン
- 音楽：ジェラルド・シュアマン

## キャスト
- マイケル・ガフ
- マーゴ・ジョンズ
- ジェス・コンラッド
- クレア・ゴードン
- オースティン・トレヴァー